# 女同性恋色情作品
女同性恋色情作品是指與女同性戀有關的視覺藝術，其中有涉及女性與女性之間的性行为。女同性恋色情作品也是色情作品中的一个藝術類型，而且比較受男性异性恋观众、女同性恋观众和任何性别的双性恋观众的歡迎。至少从古罗马时代起，女同性恋就一直是色情艺术的一个主题。不過女同性恋在很多地區一直是一種禁忌話題。自1960年代以来，色情电影和情色驚悚片中時常能見到女同性恋，20世纪80年代，人們在主流电影中也能見到女同性恋。